# Bundesgesetz über die Invalidenversicherung
Das Bundesgesetz über die Invalidenversicherung (IVG, auch IV-Gesetz) von 1959 regelt zusammen mit den Verordnungen des Bundesrats in der Schweiz die Organisation staatlicher Sach- und Geldleistungen bei Invalidität. Diese Institution wird Invalidenversicherung (IV) genannt.

## Gesetzliche Regelung
Rechtsgrundlage für das IVG sind vor allem Art. 111 und 112 der Schweizer Bundesverfassung, wonach der Bund auch die eidgenössische Invalidenversicherung zu regeln hat, sowie das Bundesgesetz über den Allgemeinen Teil des Sozialversicherungsrechts (ATSG) vom 6. Oktober 2000.
Eine Legaldefinition der Invalidität enthält Art. 8 ATSG. Invalidität ist danach die voraussichtlich bleibende oder längere Zeit dauernde ganze oder teilweise Erwerbsunfähigkeit. Im deutschen Rentenversicherungsrecht spricht man in diesem Fall von verminderter Erwerbsfähigkeit.
Die Invalidenversicherung bezweckt die Eingliederung bzw. Wiedereingliederung der von Invalidität wegen Geburtsgebrechen, Krankheits- oder Unfallfolgen betroffenen Versicherten in das Erwerbsleben (Art. 4 IVG). Eine Rentenzahlung erfolgt erst, wenn eine berufliche Rehabilitation nicht möglich ist. Insoweit folgt das IVG dem in der deutschen Sozialversicherung geltenden Leistungsgrundsatz «Reha vor Rente», den auch die österreichische Invaliditätspension kennt.

### Leistungen
Das IVG sieht medizinische Massnahmen, Integrationsmassnahmen zur beruflichen Eingliederung, Hilfsmittel, die für die Ausübung einer Erwerbstätigkeit erforderlich sind, Taggelder während der Durchführung von Eingliederungsmassnahmen sowie nach dem Grad der Invalidität abgestufte unpfändbare Renten (Art. 50 IVG) vor.
Ausserdem wird an hilflose Personen, die wegen der Beeinträchtigung der Gesundheit für alltägliche Lebensverrichtungen dauernd der Hilfe Dritter oder der persönlichen Überwachung bedürfen (Art. 9 ATSG), eine Entschädigung gewährt. Dabei wird zwischen schwerer, mittelschwerer und leichter Hilflosigkeit unterschieden (Art. 42 IVG).
Mit der 6. IVG-Revision wurde mit Wirkung zum 1. Januar 2012 erstmals ein sogenannter Assistenzbeitrag eingeführt. Dieser steht volljährigen hilflosen Personen zu, die zu Hause leben und dort eine Assistenzperson beschäftigen. Grundlage für die Berechnung des Assistenzbeitrags ist die für die Hilfeleistungen benötigte Zeit. In der deutschen Pflegeversicherung wird Pflegebedürftigen gem. § 37 SGB XI abhängig von der Pflegestufe ein Pflegegeld für selbst beschaffte Pflegehilfen gewährt, ausserdem zusätzliche Geldleistungen nach § 45b SGB XI für Personen mit demenzbedingten Fähigkeitsstörungen, geistigen Behinderungen oder psychischen Erkrankungen und einem erheblichen Bedarf an allgemeiner Beaufsichtigung und Betreuung. Für erwerbsfähige behinderte Menschen gibt es in Deutschland die Arbeitsassistenz.

### Durchführung
Das IVG wird durch kantonale IV-Stellen vollzogen (Art. 57 IVG), die der Aufsicht des Bundesamtes unterstehen (Art. 64a IVG). Die IV-Stellen sind öffentlich-rechtliche Anstalten mit eigener Rechtspersönlichkeit (Art. 54 IVG). Sie richten unter anderem interdisziplinär zusammengesetzte regionale ärztliche Dienste (RAD) ein, die im Einzelfall die funktionelle Leistungsfähigkeit der Versicherten begutachten (Art. 59 IVG).
Für das Sozialversicherungs- und das Rechtspflegeverfahren gelten abweichend vom ATSG bestimmte Besonderheiten. So entfällt das Einspracheverfahren nach Art. 52 ATSG. Verfügungen der kantonalen IV-Stellen sind direkt vor dem Versicherungsgericht am Ort der IV-Stelle kostenpflichtig anzufechten (Art. 69 IVG).

### Finanzierung
Die Leistungen des IVG werden zu rund 2/3 durch Beiträge der Versicherten und der Arbeitgeber sowie zu 1/3 durch Beiträge des Bundes finanziert (Art. 77 IVG). Der Bundesbeitrag darf höchstens die Hälfte der jährlichen Ausgaben der Versicherung ausmachen, muss jedoch mindestens 37,7 % betragen (Art. 78 IVG).

## Verordnungen zum IVG
Nach Art. 86 Abs. 2 IVG ist der Bundesrat mit dem Gesetzesvollzug beauftragt und erlässt die dazu erforderlichen unselbständigen Verordnungen. Den Verordnungserlass kann der Bundesrat an das Bundesamt delegieren.
Die erste Bundesrats-Verordnung datiert vom 17. Januar 1961. Es folgten 1976 die Verordnung über die Abgabe von Hilfsmitteln (HVI) und 1985 die Verordnung über Geburtsgebrechen (GgV), die beide durch weitere Verordnungen im Lauf der Zeit geändert worden sind. Die Abgabe von Hilfsmitteln wurde beispielsweise durch Kreisschreiben des Bundesamtes für Sozialversicherungen mit Wirkung zum 1. Januar 2013 weiter konkretisiert.
Die Hilfsmittel-Verordnung umschreibt den Anspruch auf Hilfsmittel und führt diese in einer Liste auf. Insoweit besteht eine Parallele zur deutschen Hilfsmittel-Richtlinie.

## IVG-Revisionen
Zwischen 1968 und 2008 wurde das IVG fünf Mal revidiert. Dabei wurde das Leistungs- und Verwaltungssystem der IV schrittweise auf- und ausgebaut.
Die 6. IVG-Revision ist noch nicht abgeschlossen.
Das erste Massnahmenpaket der 6. IV-Revision (6a) ist teilweise zum 1. Januar 2012, teilweise zum 1. Januar 2014 in Kraft getreten. Anschliessend an die 4. und die 5. IV-Revision wurde nach dem zugrundeliegenden Konzept «Eingliederung vor Rente» insbesondere ein Assistenzbeitrag zur Förderung einer selbstbestimmten und eigenverantwortlichen Lebensführung von Menschen mit einer Behinderung eingeführt.
Zur nachhaltigen Konsolidierung und Entschuldung der IV soll mit dem zweiten Massnahmenpaket (6b) ein umfassender Sanierungsplan abgeschlossen werden. Die damit einhergehenden Sparmassnahmen sind politisch umstritten. Im Juni 2013 wurde die 6. IVG-Revision (6b) vom Parlament abgelehnt.

## UN-Behindertenrechtskonvention
Am 15. April 2014 wurde die UN-Behindertenrechtskonvention (BRK) von der Schweiz als 144. Staat ratifiziert und ist dort am 15. Mai 2014 in Kraft getreten. Damit ist zumindest eine Berichtspflicht gegenüber der UN verbunden. Weitere Änderungen im IVG sind ein Desiderat.